# St. Andries (sluis)

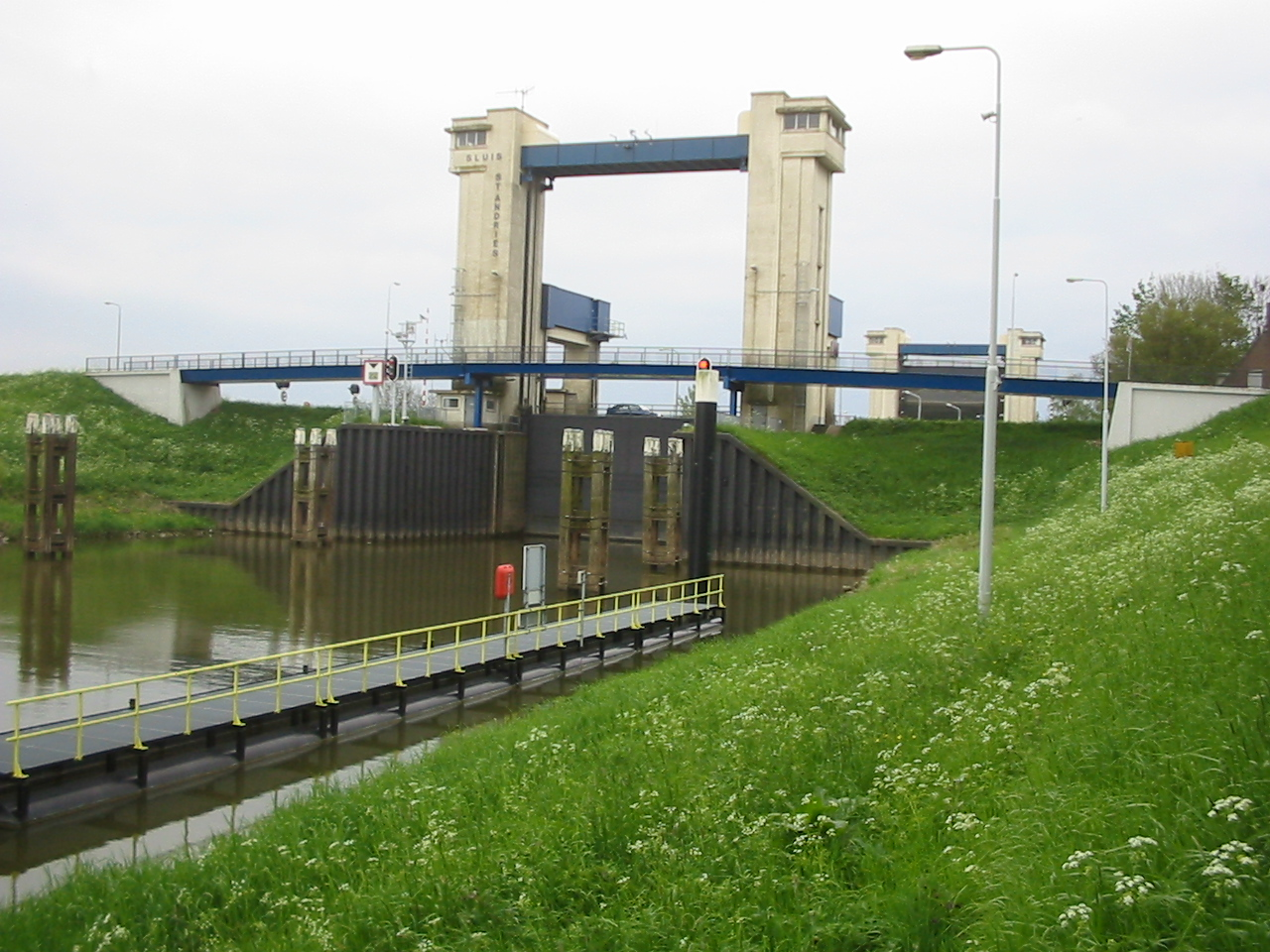
Waalzijde sluis St. Andries

De sluis St. Andries is een schutsluis in het Kanaal van St. Andries tussen de Maas bij kilometerraai 209 en de Waal bij kilometerraai 926, tussen Sint Andries en Rossum. Vroeger stonden de rivieren hier met elkaar in open verbinding.
De sluis is 110 meter lang, 14 meter breed en de sluisdrempel ligt op -2 m NAP (CEMT-klasse Va). De hefdeuren kunnen tot +11,88 m NAP geheven worden. Over de sluis ligt een hefbrug met de onderkant in gesloten toestand op 9,35m NAP. Deze hefbrug is onderdeel van de N322. Naast de noordelijke heftorens ligt een vaste brug op +13 m NAP bestemd voor (brom)fietsers. Bij calamiteiten kan deze ook gebruikt worden door politie, brandweer en ambulance. De sluiswachter kan worden opgeroepen op marifoonkanaal VHF 20. De sluis wordt op afstand bediend vanaf het sluizencomplex te Lith (Prinses Máxima Sluizen).
Bij een buitenwaterstand in de Waal van 7,75 m NAP of hoger wordt niet geschut.
Opschutten is voor beginnelingen verraderlijk. Als na het invaren de deur achter het schip is gesloten, gaat kort een sirene en wordt de andere hefdeur iets getrokken, waardoor het water onder de deur door met enig geweld naar binnen kolkt.
De sluis ligt naast het voormalig militair fort Nieuw Fort St. Andries uit 1812.